# Беста Маданг Файтерс
Футбольний клуб «Беста Маданг Файтерс» або просто ФК «Беста Маданг Файтерс» (англ. Besta Madang Fighters Football Club) — напівпрофесіональний футбольний клуб з міста Маданг з Папуа Нової Гвінеї.

## Історія
В своєму дебютному сезоні в напівпрофесійній Національній Соккер Лізі ПНГ клуб посів 6-те місце.